# Iglesia de Sibaya
La iglesia de Sibaya es un templo católico ubicado en la localidad de Sibaya, comuna de Huara, en la Región de Tarapacá, Chile. Fue declarada Monumento Nacional de Chile, en la categoría de Monumento Histórico, mediante Decreto n.º 13, del 27 de enero de 2009.

## Historia
Se sitúa en la localidad de Sibaya, poblado asentado en una zona de influencia aimara, y que perteneció a la provincia eclesiástica del Arzobispado del Cuzco hasta 1606, cuando pasó a la Diócesis de Arequipa.
El terremoto de Tarapacá de 2005 dejó a la iglesia con graves daños estructurales. Luego de la reconstrucción, el templo fue reabierto el 6 de septiembre de 2015.

## Descripción
La iglesia presenta una planta en forma de cruz latina, y posee una nave central. La estructura está hecha de piedra, madera, baldosa y adobe, y su alzada se presenta en forma de pircas hechas de manera escalonada. Su fachada presenta dos columnas ornamentales que encierran un arco de medio punto.